# Friedrich Eduard Oberländer
Friedrich Eduard Oberländer, ab 1865 Freiherr von Oberländer (* 13. August 1807 in Crock; † 18. März 1879 in Meiningen) war ein deutscher Jurist und Politiker.

## Leben
Oberländer war Sohn des Pfarrers Heinrich Oberländer in Pfersdorf. Er schloss sein Studium der Rechtswissenschaften mit der Promotion zum Dr. jur. ab. Er trat in den Staatsdienst von Sachsen-Meiningen ein und wurde zunächst Bürgermeister der Stadt Saalfeld. Er stieg bis zum Geheimen Staatsrat und Staatsminister des Herzogtums auf und wurde 1865 durch Herzog Bernhard II. von Sachsen-Meiningen unter Erhebung in den Freiherrenstand nobilitiert. 
Oberländer war 1857 bis 1877 Erster Direktor der Mitteldeutschen Creditbank, aus der u. a. 1929 die heutige Commerzbank hervorging, und auch der Deutschen Hypothekenbank Meiningen, die in der Eurohypo aufging.
Der Jurist Maximilian von Oberländer war sein Sohn.

## Ehrungen
- Ehrenbürger von Eisfeld (1856)
- Ehrenbürger von Hildburghausen (1856)[3]
- Ehrenbürger von Sonneberg